# Апероль

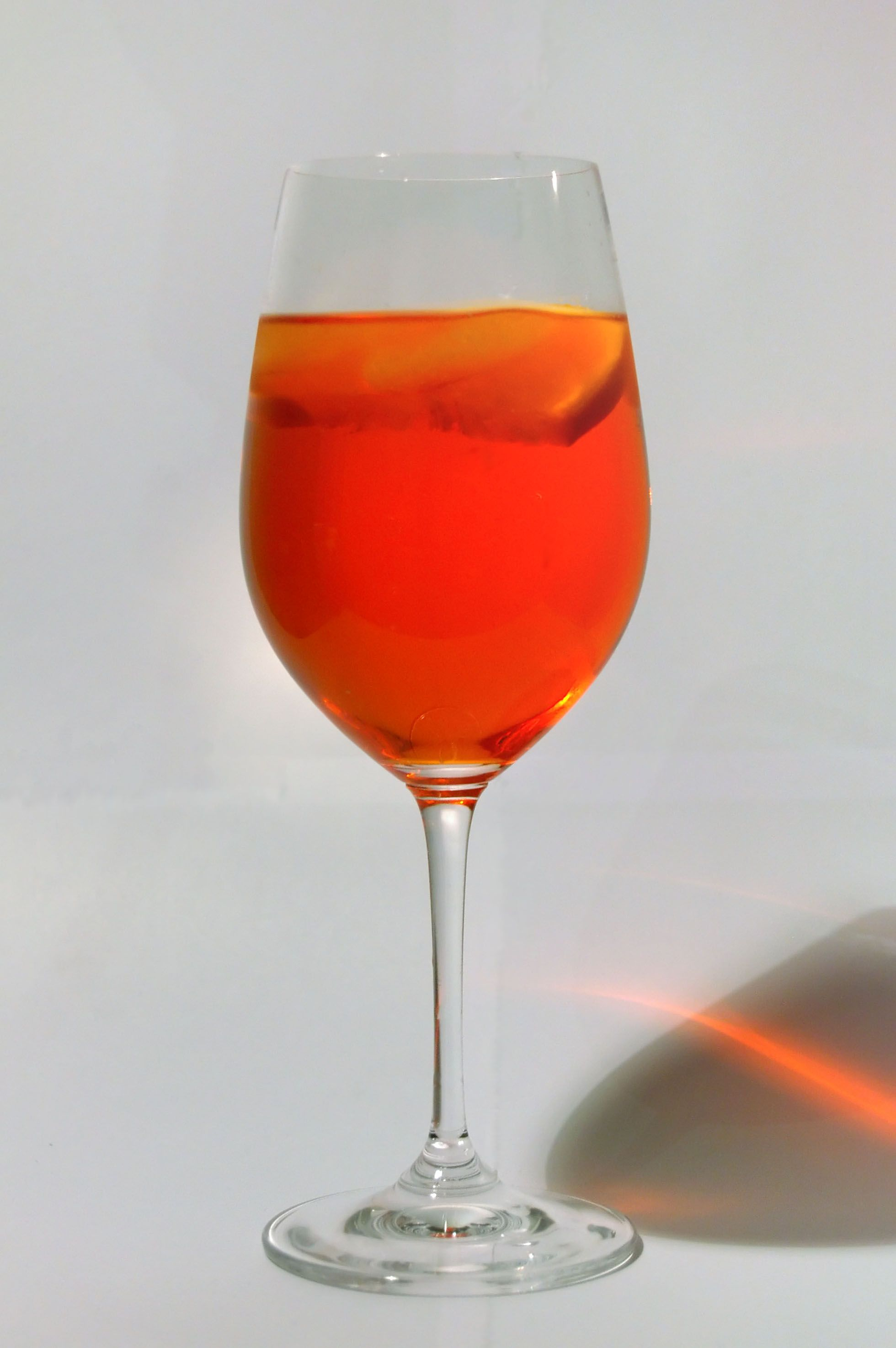

Апероль - італійський аперитив, легкий алкогольний напій, з міцністю 11°, помаранчевого кольору і з кисло-солодким смаком. Має ноти помаранчу, трав: тирличу, ревеня тощо. 
Напій був винайдений Джузеппе Барбієрі, вироблявся на лікеро-горілчаному заводі Барбієрі в місті Бассано-дель-Граппа і офіційно представлений на першій виставці в Падуї в 1919 році.